# Jan Komorowski
Jan Komorowski, též Jan z Komorowa, latinsky Joannes de Comorowo či Joannes Komorrovus byl polský  františkán a kronikář činný počátkem 16. století.

## Život
Do řádu františkánů vstoupil dle vlastních záznamů 1494, narodil se tedy zřejmě někdy před rokem 1470. Je možné, že Jan pocházel z urozené a v 15. století vysoce postavené polské rodiny Komorowskich erbu Korczak, jeho bratři se údajně účastnili vojenských bojů v Uhrách, ale o jistém zařazení Komorowskigo do této rodiny nemáme jednoznačný doklad. Než vstoupil do řádu, někdy ro roku 1493, měl být sekretářem blíže neznámého šlechtice Pokud absolvoval roční novicát, započal jej Komorowski v roce a 8. září 1494 složil v klášteře v Kościanie řeholní sliby. V roce 1498 pobýval v klášteře ve městě Sambir na dnešní Ukrajině, odkud tehdy spolu s ostatními bratry utekl před tureckým útokem. 
V roce 1510 již zastával v řádu nějakou funkci, neboť se účastnil tehdy slavené provinční kapituly v Poznani. Na kapitule o rok později byl zvolen kvardiánem konventu ve Vilniusu. Od roku 1514 zase řídil klášter ve Varšavě, zničený v té době požárem, takže zajišťoval jeho obnovu. Na kapitule v roce 1516 byl vybrán jako provinční zástupce (discretus discretorum) na generální řádovou kapitulu do Říma a později roku 1518 do Lyonu. Celořádová rozhodnutí pak pochopitelně prezentoval a realizoval ve své domovské polské františkánské provincii. 8. srpna 1520 byl zvolen provinciálem polské františkánské provincie a tato funkce mu byla potvrzena o dva roky později. V té době je však již opakovaně tížila blíže neznámá nemoc, takže ani nemohl, jako dříve, podniknout náročnou cestu na generální řádovou kapitulu a v roce 1523 z úřadu rezignoval. Po šesti letech (1529) však funkci provinciála opět přijal a roku 1531 úřad obnovil, snad s ohledem na stále více obtížnou situaci řeholníků v prostředí šířícího se luteránství. Definitivně složil funkci provinciála na provinční kapitule ve městě Warta v září 1532.
Františkán Jan Komorowski zemřel 3. listopadu 1536.

## Dílo
Své kronikářské dílo započal Jan Komorowski zřejmě ještě dříve, než přijal vyšší řádové funkce a někdy mezi lety 1503 a 1506 vytvořil jeho první verzi, kterou nazval Sermones…. První část dokončil do roku 1517, nicméně v zaznamenávání historie řádu pokračoval později ve více dochovaných verzích svých dějin nejméně do roku 1535. Jeho kronika, v níž čerpal z vícero jemu dostupných pramenů dřívějších autorů a klášterních archivů, jakož i z vlastní zkušenosti, je obecně zváno Memoriale Ordinis Fratrum Minorum. Kronika představuje soudobý pohled na usídlení a rozšíření františkánů observantů v Polsku a dalších středoevropských zemích se zvláštním důrazem na tehdy narůstající observantskou řádovou reformu. Ve svém díle zaznamenal bratr Jan i některé jevy dnes vnímané jako, z jeho pohledu ovšem chápané jako běžné, například vzkříšení mrtvého osla františkánem Vladislavem z Uher.
Františkánu Janu Komorowskiemu bývá připisováno také autorství anonymní gymnaziální učebnice skotistické filozofie Introductio in doctrinam doctoris subtilis vytištěné v Krakově opakovaně v letech 1508-1515. Podle dalších zdrojů je autorem této dle častých vydání populární knihy přírodovědec, filozof a od roku 1507 také františkán Jan ze Stobnicy. Autorství Jana ze Stobnicy se jeví jako pravděpodobnější, neboť Jan Komorowski se dle známých údajů, jež sám zanechal, nijak blíže filozofii ani studiím nevěnoval, zato druhému autorovi vyšlo na dané téma více děl.